# Lasiomma atlanticum
Lasiomma atlanticum är en tvåvingeart som beskrevs av Griffiths 2003. Lasiomma atlanticum ingår i släktet Lasiomma och familjen blomsterflugor. Inga underarter finns listade i Catalogue of Life.